# Rodolfo Vilchis
Rodolfo „Pípila” Vilchis Cruz (ur. 15 września 1989 w Zitácuaro) – meksykański piłkarz występujący na pozycji pomocnika, obecnie zawodnik Morelii.

## Kariera klubowa
Vilchis pochodzi z miasta Zitácuaro w stanie Michoacán i jest wychowankiem lokalnej drużyny Deportivo Zitácuaro. Jeszcze jako nastolatek został w jej barwach czołowym strzelcem i wyróżniającym się zawodnikiem w czwartej lidze meksykańskiej, co zaowocowało przenosinami do występującego w najwyższej klasie rozgrywkowej klubu Monarcas Morelia. Tam, upływie sześciu miesięcy spędzonych w drużynach młodzieżowych, w wieku dziewiętnastu lat został włączony przez szkoleniowca Tomása Boya do pierwszego zespołu i w meksykańskiej Primera División zadebiutował 9 maja 2009 w zremisowanym 1:1 spotkaniu z Tigres UANL. W 2010 roku triumfował z Morelią w rozgrywkach SuperLigi; nie potrafił sobie jednak wywalczyć miejsca w pierwszym składzie i na boiskach pojawiał się jedynie sporadycznie, występując niemal wyłącznie w drugoligowych rezerwach klubu – Mérida FC i Atlante UTN.
Latem 2011 Vilchis udał się na wypożyczenie do trzecioligowej ekipy Potros UAEM z siedzibą w Toluce, gdzie bez większych sukcesów spędził pół roku, po czym, również na zasadzie wypożyczenia, zasilił innego trzecioligowca – Club Tecamachalco. Tam z kolei dotarł do finału rozgrywek Segunda División, zaś bezpośrednio po tym został zawodnikiem kolejnej drugoligowej filii Morelii – drużyny Neza FC z miasta Nezahualcóyotl. W jej barwach jako kluczowy zawodnik triumfował w rozgrywkach Ascenso MX w wiosennym sezonie Clausura 2013, co nie zaowocowało jednak awansem do pierwszej ligi wobec porażki w decydującym dwumeczu barażowym. Zaraz potem został piłkarzem drugoligowego klubu Delfines del Carmen z miasta Ciudad del Carmen, któremu Neza sprzedała swoją licencję. Występował tam, głównie jako rezerwowy, przez rok bez poważniejszych osiągnięć.
W styczniu 2014 Vilchis powrócił do najwyższej klasy rozgrywkowej, podpisując umowę z Querétaro FC. Tam 10 stycznia 2014 w wygranej 1:0 konfrontacji z Pumas UNAM strzelił swojego premierowego gola w pierwszej lidze, jednak nie potrafił przebić się do wyjściowej jedenastki klubu i już po sześciu miesiącach odszedł do drużyny Club Atlas z siedzibą w Guadalajarze. Tam jego sytuacja nie uległa zmianie; w obliczu nikłej szansy na występy po pół roku został wypożyczony do walczącego o utrzymanie Universidadu de Guadalajara, z którym na koniec rozgrywek 2014/2015 spadł jednak do drugiej ligi. Po powrocie do Atlasu, w październiku 2015, został dyscyplinarnie odsunięty od drużyny, po tym, jak został złapany na prowadzeniu samochodu pod wpływem alkoholu, w wyniku czego udał się na wypożyczenie po raz kolejny – tym razem do swojego macierzystego Monarcas Morelia.

## Statystyki kariery
| Zitácuaro    | 2007–2008 | Meksyk | Tercera División | 31  | 27 | —  | — | —  | — | — | 31  | 27 |
| Morelia      | 2008–2009 | Meksyk | Liga MX          | 1   | 0  | —  | — | —  | — | — | 1   | 0  |
| Morelia      | 2009–2010 | Meksyk | Liga MX          | 1   | 0  | —  | — | —  | — | — | 1   | 0  |
| Morelia      | 2010–2011 | Meksyk | Liga MX          | 3   | 0  | —  | — | SL | 1 | 0 | 4   | 0  |
| UTN          | 2010–2011 | Meksyk | Ascenso MX       | 3   | 0  | —  | — | —  | — | — | 3   | 0  |
| UAEM         | 2011–2012 | Meksyk | Segunda División | 11  | 2  | —  | — | —  | — | — | 11  | 2  |
| Tecamachalco | 2011–2012 | Meksyk | Segunda División | 16  | 3  | —  | — | —  | — | — | 16  | 3  |
| Neza         | 2012–2013 | Meksyk | Ascenso MX       | 17  | 5  | 4  | 0 | —  | — | — | 21  | 5  |
| Delfines     | 2013–2014 | Meksyk | Ascenso MX       | 16  | 0  | 4  | 0 | —  | — | — | 20  | 0  |
| Querétaro    | 2013–2014 | Meksyk | Liga MX          | 7   | 1  | 7  | 1 | —  | — | — | 14  | 2  |
| Atlas        | 2014–2015 | Meksyk | Liga MX          | 1   | 0  | 3  | 0 | —  | — | — | 4   | 0  |
| UdeG         | 2014–2015 | Meksyk | Liga MX          | 13  | 0  | 4  | 1 | —  | — | — | 17  | 1  |
| Atlas        | 2015–2016 | Meksyk | Liga MX          | 3   | 0  | 6  | 1 | —  | — | — | 9   | 1  |
| Morelia      | 2015–2016 | Meksyk | Liga MX          | 3   | 0  | 4  | 3 | —  | — | — | 7   | 3  |
| Morelia      | 2016–2017 | Meksyk | Liga MX          | 0   | 0  | 0  | 0 | —  | — | — | 0   | 0  |
| Ogółem       | Ogółem    | Ogółem | Ogółem           | 126 | 38 | 32 | 6 | SL | 1 | 0 | 159 | 44 |

- SL – SuperLiga